# Ivar Bern
Ivar Bern (ur. 20 stycznia 1967) – norweski szachista, XVII mistrz świata w szachach korespondencyjnych.

## Kariera szachowa
W szachy korespondencyjne gra od roku 1986. W 1988 zdobył tytuł mistrza kraju, w 1991 otrzymał tytuł mistrza międzynarodowego w szachach korespondencyjnych, a w 1993 - tytuł arcymistrza. Największy sukces w karierze odniósł w roku 2006, zdobywając tytuł mistrza świata. W finałowym turnieju, który rozpoczął się w marcu 2002 roku, podzielił miejsca I-III, ale posiadał najlepszą punktację dodatkową, dzięki czemu to właśnie jemu przyznano tytuł.
Na liście rankingowej ICCF w kwietniu 2009 r. posiadał 2650 punktów i zajmował 21. miejsce wśród szachistów korespondencyjnych.
Na swoim koncie posiada również sukcesy odniesione w szachach klasycznych. W latach 1986, 1989 oraz 1990 trzykrotnie zwyciężał w otwartych mistrzostwach Norwegii. Jest pięciokrotnym drużynowym mistrzem swojego kraju w barwach klubu Bergen Chess Club (w latach 1994, 1997, 1998, 2000 i 2003). W latach 1988–1994 trzykrotnie reprezentował swój kraj na szachowych olimpiadach, rozgrywając 23 partie i zdobywając 11½ pkt. W roku 1989 reprezentował Norwegię na drużynowych mistrzostwach Europy w Hajfie. Posiada tytuł mistrza międzynarodowego, który otrzymał w roku 1992. Prowadzi szachową kolumnę w wydawanym w Bergen dzienniku Bergens Tidende.
Najwyższy ranking w karierze osiągnął 1 lipca 1991 r., z wynikiem 2405 punktów dzielił wówczas 9-10. miejsce wśród norweskich szachistów.